# Nuraghe Sa Turrita
Il nuraghe Sa Turrita è un sito archeologico risalente al II millennio a.C. situato nel territorio del comune di Gonnesa, in Sardegna.

## Descrizione

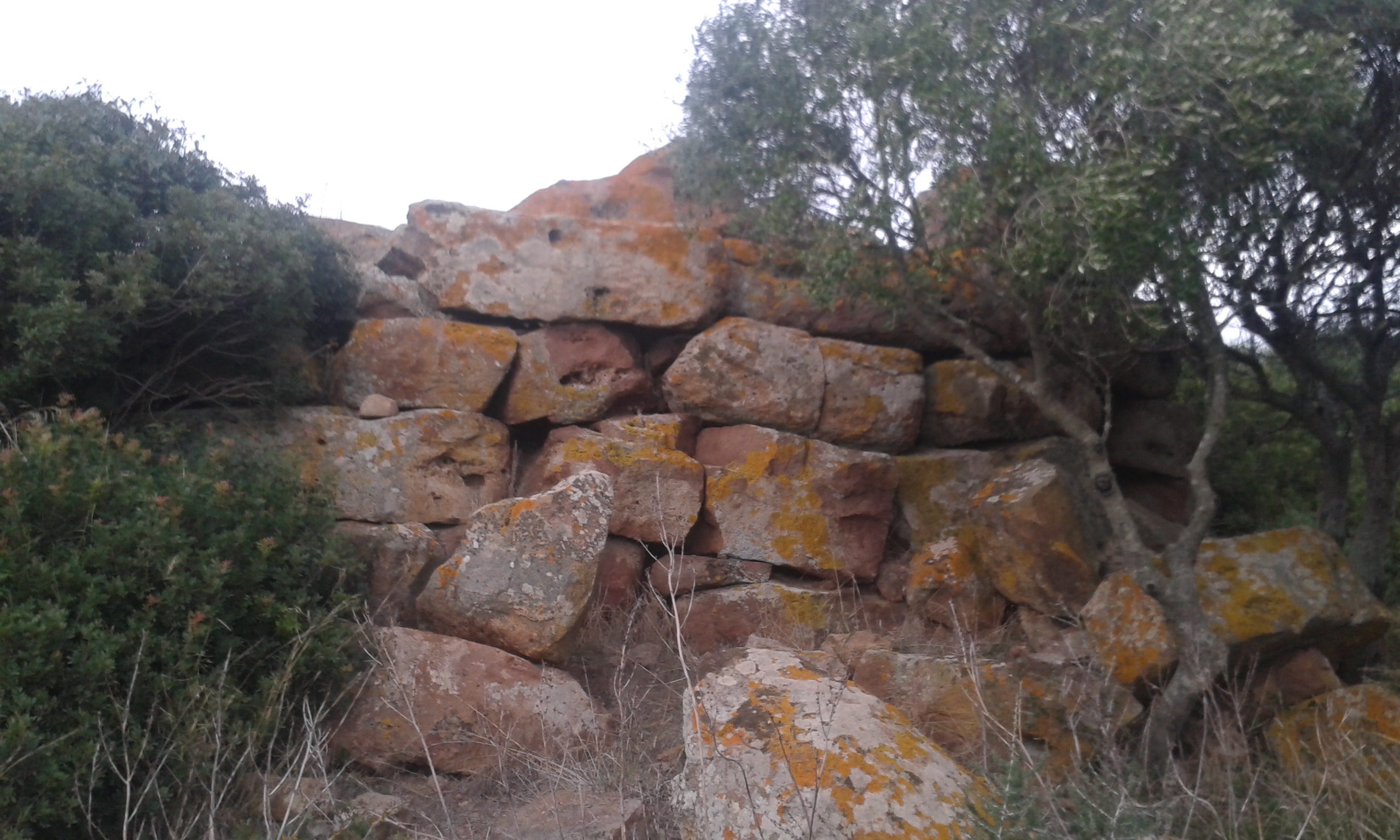
Il nuraghe

Il nuraghe, del tipo monotorre, si trova a pochi metri di distanza dalla strada provinciale che collega Gonnesa a Portoscuso. Oggi della struttura originaria, circondata da una fitta vegetazione, rimangono alcuni filari mentre la camera interna è colma dei resti della tholos, ormai collassata.
Nelle vicinanze del sito di Sa Turrita è stata rinvenuta una piccola fortificazione di epoca punica.